# On Top of the World (Jett Rebel)
On Top of the World is een nummer van de Nederlandse muzikant Jett Rebel uit 2014. Het is de vierde en laatste single van zijn debuutalbum Venus & Mars. Tevens staat het op de soundtrack van de film The Amazing Spider-Man 2.

## Achtergrondinformatie
"On Top of the World" werd door Rebel speciaal geschreven voor The Amazing Spider-Man 2, en was ook te horen tijdens de aftiteling van de film. Een dag eerder, op 10 april 2014, werd de bijhorende videoclip gelanceerd. De primeur van de eerste geluiden van "On Top of the World" was op 9 april 2014 in het radioprogramma van Giel Beelen bij 3FM. Daar liet Rebel met zijn band de plaat voor het eerst live horen in de ochtend. Rebel zei over de single: "Ik zie overeenkomsten tussen Jelte Tuinstra en Peter Parker. Hij is ook een buitenbeentje met een alterego. Ik ben heel trots op deze samenwerking, omdat ik op deze manier mijn muziek op een andere manier onder de aandacht kan brengen. Niet via een single, ep of een album, maar via een soundtrack, dat is nieuw voor me".
Ondanks airplay op onder meer 3FM en Radio 2, wist het nummer niet door te dringen tot de Nederlandse hitparades.

## Tracklijst
- Muziekdownload

1. "On Top of the World" - 3:21